# Алекс Родрігес (панамський футболіст)
Алекс Родрігес Ледесма (ісп. Álex Rodríguez Ledezma, нар. 5 серпня 1990, Панама) — панамський футболіст, воротар клубу «Сан-Франциско» та національної збірної Панами.

## Клубна кар'єра
У дорослому футболі дебютував 2012 року виступами за команду «Спортінг» (Сан-Мігеліто), в якій провів три сезони, взявши участь у 64 матчах чемпіонату. Більшість часу, проведеного у складі панамського «Спортінга», був основним голкіпером команди і у 2013 році допоміг команді виграти Клаусура.
До складу клубу «Сан-Франциско» приєднався 2015 року. Відтоді встиг відіграти за команду з Ла-Чоррери 26 матчів в національному чемпіонаті.

## Виступи за збірну
2013 року дебютував в офіційних матчах у складі національної збірної Панами. Наразі провів у формі головної команди країни 5 матчів, пропустивши 3 голи.
У складі збірної був учасником Золотого кубка КОНКАКАФ 2013 року у США, де разом з командою здобув «срібло», та Кубка Америки 2016 року у США.

## Титули і досягнення
- Срібний призер Золотого кубка КОНКАКАФ: 2013